# 如姫
如姫（じょき、生没年不詳）は、中国戦国時代末期の魏の安釐王の寵姫。

## 経歴

### 父の仇討と信陵君
如姫の父親はさる人物により殺害されており、如姫はその仇を討ちたいと願っていたが、王をはじめ誰も取り合ってはくれず3年に渡りそれを果たせずに居た。それを知った安釐王の弟である信陵君は食客に依頼して如姫の父親の仇を殺害させ、その首を如姫に差し出し復讐を代行した。

### 窃符救趙
紀元前260年から紀元前257年にかけて秦が長平の戦いで趙を破ってその戦力を大幅に削ぎ、遂には趙の首都邯鄲（現在の河北省邯鄲市）を大軍で包囲するに至った。信陵君はこれを救援するための援軍を得るために如姫に安釐王が所持する軍の指揮権者が持つ割符の片方を盗み出す事を依頼し、如姫はこれを成し遂げ信陵君は魏軍の指揮官として趙に向かっていた将軍晋鄙から兵を得て邯鄲に向かい、同じく援軍に駆け付けた楚軍と共に秦の将軍王齕が率いる邯鄲包囲軍を撃退して秦軍から邯鄲を解放する事に成功した。